# Saugumo policija
Sauguma, Saugumas (lit. Saugumo policija) – litewska policja bezpieczeństwa w służbie Niemiec podczas II wojny światowej.

## Geneza
Po agresji Niemiec na ZSRR 22 czerwca 1941, na obszarze Litwy powstał tajny Tymczasowy Rząd Litewski, który powołał swoje agendy rządowe. Był wśród nich Departament Bezpieczeństwa Państwowego kierowany przez Vytautasa Reivytisa. W jego skład wchodziło wielu członków tej instytucji jeszcze z czasów niepodległej Litwy. Jednakże po zajęciu kraju przez wojska niemieckie Rząd Tymczasowy został rozwiązany 5 sierpnia. Niemcy zostawili natomiast jego agendy policyjne i bezpieczeństwa wewnętrznego, włączając je w system okupacyjnych władz. Departament Bezpieczeństwa Państwowego został przekształcony w litewską policję bezpieczeństwa (Saugumę), bezpośrednio podporządkowaną Kripo.

## Zadania i działalność Saugumy

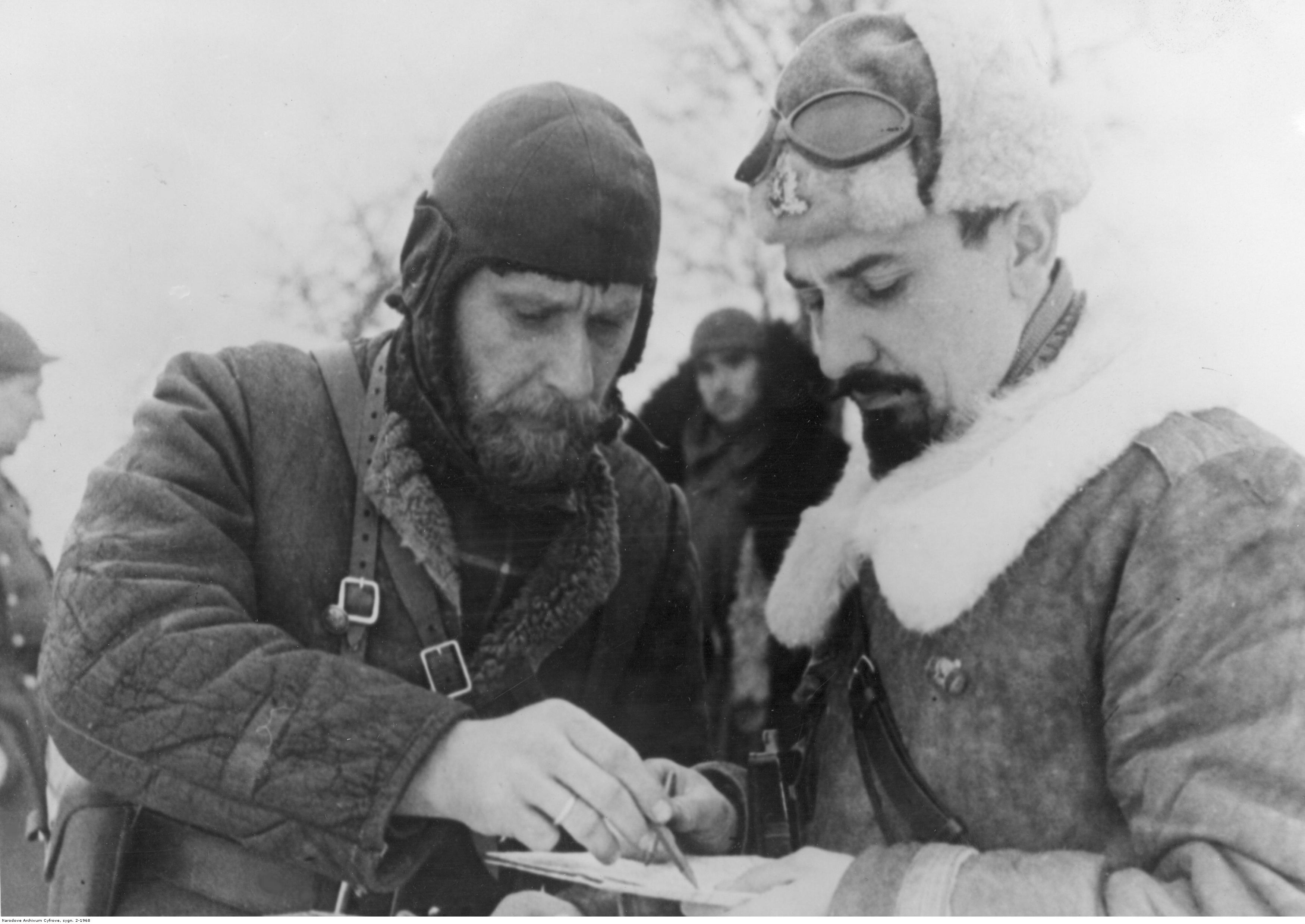
Porucznik litewskiej policji podczas rozmowy ze swoim sierżantem, 1943

Sauguma ściśle współpracowała z Sipo i SD, pełniąc różne zadania. Przede wszystkim dostarczała niemieckim strukturom bezpieczeństwa informacje wywiadowcze dotyczące polskiego i komunistycznego ruchu oporu oraz organizacji innych mniejszości narodowych zamieszkujących na obszarze okupowanej Litwy. Jej funkcjonariusze wchodzili także w skład antypartyzanckich jednostek, działających w północnej części Generalnego Gubernatorstwa i na Litwie. Specjalne sekcje (Komunistų-Žydų Skyrius) zwalczały komunistów i prowadziły prześladowania ludności żydowskiej, przygotowując listy proskrypcyjne osób przeznaczonych do eksterminacji. Poszukiwały też Żydów zbiegłych z getta, a następnie przekazywały ich Niemcom lub litewskim formacjom kolaboracyjnym, jak np. Ypatingasis būrys (tzw. „strzelcy ponarscy”). Szczególną aktywność przejawiała taka sekcja w okręgu wileńskim, na czele której stał Juozas Bagdonis. Działalność skierowana przeciwko Żydom najbardziej była rozwinięta w II poł. 1941, później, gdy żydowska społeczność Litwy została faktycznie wymordowana, na plan pierwszy wysunęła się walka z komunistami i polskim podziemiem, a pod koniec okupacji także z coraz silniejszą sowiecką partyzantką.
Działalność Saugumy w większych miastach i na prowincji różniła się zasadniczo. W tym pierwszym przypadku jej funkcjonariusze prowadzili głównie działania operacyjne, rozpatrując różne sprawy, ale nie uczestniczyli osobiście w mordowaniu Żydów, komunistów i innych wrogów publicznych. Po przesłuchaniach byli oni przekazywani niemieckim strukturom bezpieczeństwa, które zajmowały się eksterminacją. Natomiast funkcjonariusze Saugumy w mniejszych miastach wykazywali większą aktywność i bezpośrednio brali udział w masowych rozstrzeliwaniach. Szefowie poszczególnych okręgów sami często przygotowywali takie akcje.
Z drugiej strony część funkcjonariuszy Saugumy, zarówno wyższego szczebla, w tym dowództwa, jak też niższych rangą, współpracowała z ruchem oporu. Byli oni członkami konspiracyjnych organizacji litewskich, dostarczając im tajnych informacji o planach i działaniach Niemców. Należeli do nich Povilas Žičkus, szef Departamentu Administracyjnego Saugumy, który z tego powodu 14 maja 1944 został aresztowany przez Gestapo i zesłany do więzienia w Niemczech, czy Kazys Gimžauskas, zastępca dowódcy okręgu wileńskiego, który był aktywnym członkiem konspiracyjnej organizacji Kęstutis. Wiedział o tym szef okręgu wileńskiego, A. Lileikis, ale nikomu tego nie zdradził.

## Struktura organizacyjna
Na czele Saugumy stanął agent Abwehry Stasys Čenkus, sprawując tę funkcję do końca okupacji. Jego zastępcą był Kazys Matulis, a osobistym sekretarzem – Vytenis Stasiškis. Szefem policji kryminalnej został Petras Pamataitis. Wielu członków Saugumy wywodziło się z nacjonalistycznej organizacji Żelazny Wilk. Liczebność Saugumy wynosiła ok. 400 ludzi, w tym ok. 250 w Kownie i ok. 130 w Wilnie. W skład dowództwa wchodziło 7 Departamentów, w tym m.in.: 
- Organizacji (Povilas Žičkus),
- Ekonomiczno-Finansowy (Pranas Nenorta),
- Informacji (Juozas Jucius),
- Komunistów, Mniejszości Narodowych i Żydów.

Sauguma dzieliła się na 6 terytorialnych okręgów (apygarda):
- Kowno – Albinas Čiuoderis,
- Wilno – Aleksandras Lileikis,
- Szawle – Juozas Pakulis,
- Wiłkomierz – Aleksandras Braziukaitis,
- Mariampol – Petras Banys,
- Poniewież – Antanas Liepa.

W każdym z nich było po 7 komisariatów:
- ochrony (ochrona budynków i więzienia),
- finansowy,
- informacji (prześwietlanie kandydatów do instytucji rządowych, zbieranie informacji wywiadowczych, tworzenie list wrogów publicznych, przygotowywanie raportów i publikacji),
- komunistów (zbieranie informacji wywiadowczych o komunistach i ich sympatykach, sowieckich partyzantach oraz konspiracyjnych organizacjach komunistycznych, aresztowanie i przesłuchiwanie schwytanych komunistów, rekrutowanie agentów),
- polski (śledzenie aktywności konspiracyjnych organizacji polskich, w tym przede wszystkim Armii Krajowej, aresztowanie i przesłuchiwanie schwytanych Polaków, rekrutowanie agentów),
- mniejszości narodowych (śledzenie i kontrolowanie aktywności Rosjan, Białorusinów, Ukraińców i innych mniejszości),
- rozpoznawczy.

W niektórych okręgach występowały dodatkowe komisariaty, np. w Kownie – organizacji prawicowych.

## Okres powojenny
Po zajęciu Litwy przez Armię Czerwoną latem 1944, wielu funkcjonariuszy Saugumy zbiegło do Niemiec, a stamtąd na Zachód. W 1955 b. szef okręgu wileńskiego A. Lileikis wyemigrował do USA, gdzie otrzymał amerykańskie obywatelstwo. W 1996 zostało ono zabrane, a A. Lileikisowi wytoczono proces, który był kilkakrotnie przerywany z powodu jego złego stanu zdrowia. Ostatecznie zmarł on w wieku 93 lat, nie doczekawszy osądzenia. Jego zastępca, K. Gimžauskas, powrócił na Litwę przed wytoczeniem mu procesu, ale pomimo tego został w 2001 oskarżony o współudział w zagładzie Żydów. Podobnie oskarżono na Litwie w 2006 innego b. funkcjonariusza Saugumy, Algimantasa Dailidė.

## Ocena Saugumy
Obecnie w niepodległej Litwie ocena Saugumy jest niejednoznaczna. Pozytywnie jest oceniana jej rola w zwalczaniu komunistów i sowieckiej partyzantki, natomiast zdecydowanie negatywnie udział w prześladowaniu i mordowaniu Żydów. Nie ma porozumienia w stosunku do działań Saugumy wobec polskiego ruchu oporu, gdyż wielu Litwinów uważa, że AK prowadziła działalność przestępczą przeciwko ludności litewskiej. W Polsce rola Saugumy jest postrzegana wybitnie negatywnie jako formacji kolaboracyjnej, ściśle współpracującej z hitlerowcami oraz prześladującej i mordującej Polaków, zwłaszcza zamieszkujących Wileńszczyznę.